# Giải Hiệp hội các nhà phê bình phim người Mỹ gốc Phi 2009
Giải Hiệp hội các nhà phê bình phim người Mỹ gốc Phi lần thứ 7
14 tháng 12 năm 2009
Phim hay nhất

Precious: Based on the Novel Push by Sapphire
Giải Hiệp hội các nhà phê bình phim người Mỹ gốc Phi 2009, vinh danh những thành tựu điện ảnh xuất sắc nhất năm 2009, được trao vào ngày 14 tháng 12 năm 2009.

## 10 phim hay nhất
1. Precious: Based on the Novel "Push" by Sapphire
2. The Princess and the Frog
3. Up in the Air
4. The Hurt Locker
5. This Is It
6. American Violet
7. Goodbye Solo
8. Medicine for Melancholy
9. Good Hair
10. Up

## Đối tượng nhận giải
- Nam diễn viên chính xuất sắc nhất:
  - Morgan Freeman - Invictus
- Nữ diễn viên chính xuất sắc nhất:
  - Nicole Beharie - American Violet
- Đạo diễn xuất sắc nhất:
  - Lee Daniels - Precious: Based on the Novel "Push" by Sapphire
- Phim hay nhất:
  - Precious: Based on the Novel "Push" by Sapphire
- Kịch bản hay nhất (đồng giải):
  - Precious: Based on the Novel "Push" by Sapphire - Geoffrey S. Fletcher
  - The Princess and the Frog - Ron Clements, Rob Edwards & John Musker
- Nam diễn viên phụ xuất sắc nhất:
  - Anthony Mackie - The Hurt Locker
- Nữ diễn viên phụ xuất sắc nhất:
  - Mo'Nique - Precious: Based on the Novel "Push" by Sapphire